# Natalia Cordova-Buckley
Natalia Cordova-Buckley (* 25. listopadu 1982, Ciudad de México, Mexiko) je mexická herečka, známá hlavně díky roli Eleny Rodriguez v seriálu Agenti S.H.I.E.L.D. Kariéru začala jako baletka, toto povolání se jí ale zdálo příliš omezující, takže se místo toho rozhodla pro kariéru herečky. Přestěhovala se do USA, kde studovala na univerzitě University of North Carolina School of the Arts, načež dostala svoji první roli v americkém filmu. Jednalo se o snímek McFarland: Útěk před chudobou, kde ztvárnila jednu z vedlejších postav. Poté přišla role Eleny Rodriguez v seriálu Agenti S.H.I.E.L.D. V roce 2017 se představila ve dvou epizodách seriálu Batesův motel.

## Filmografie

### Film
| Rok  | Název                         | Role               |
| ---- | ----------------------------- | ------------------ |
| 2010 | Sucedió en un día             | Natalia            |
| 2011 | Lluvia de Luna                | Martha             |
| 2011 | Ella y el candidato           | Andrea             |
| 2012 | Ventanas al mar               | Ana                |
| 2014 | Yerba Mala                    | Bárbara            |
| 2015 | McFarland: Útěk před chudobou | Señora Valles      |
| 2017 | Coco                          | Frida Kahlo (hlas) |

### Televize
| Rok     | Název                             | Role                       | Poznámka      |
| ------- | --------------------------------- | -------------------------- | ------------- |
| 2008    | Terminales                        | Rita                       | 2 epizod      |
| 2008–09 | Los simuladores                   | Natalia                    | 6 epizod      |
| 2010    | Los Minondo                       | Isabel                     | 10 epizod     |
| 2011    | Bienes raíces                     | Olga                       | 4 epizod      |
| od 2016 | Agenti S.H.I.E.L.D.               | Elena 'Yo-Yo' Rodriguezová | 48 epizod     |
| 2016    | Agents of S.H.I.E.L.D.: Slingshot | Elena 'Yo-Yo' Rodriguezová | Webový seriál |
| 2017    | Batesův motel                     | Julia Ramos                | 2 epizody     |